# 桑特·斯皮加雷利
桑特·斯皮加雷利（義大利語：Sante Spigarelli，1943年10月31日—），意大利射箭运动员。他曾代表意大利参加1972年、1976年和1980年夏季奥林匹克运动会射箭比赛，三届比赛均未能获得奖牌。